# JWH-398
JWH-398 (alternativni naziv: - ) je psihotropna tvar. Dio skupine novih psihoaktivnih tvari. U Hrvatskoj su uvrštene izmjenama i dopunama uvrštene na Popis droga, psihotropnih tvari i biljaka iz kojih se može dobiti droga te tvari koje se mogu uporabiti za izradu droga donesenim od strane Ministarstva zdravstva i socijalne skrbi Republike Hrvatske ( Narodne novine br.: 19, 11. veljače 2011.). 
Kemijsko ime je 1-pentil-3-(4-klor-1-naftoil)indol . JWH-398 je sintetički agonist kanabinoidnih receptora i pripada skupini naftoilindola (JWH-015, JWH-073, JWH-018 i JWH-122).

## Vanjske poveznice
- https://www.uredzadroge.hr  Arhivirana inačica izvorne stranice od 30. prosinca 2019. (Wayback Machine)
- https://www.nijd.uredzadroge.hr  Arhivirana inačica izvorne stranice od 30. prosinca 2019. (Wayback Machine)